# Amphipyra turcomana
Amphipyra turcomana är en fjärilsart som beskrevs av Otto Staudinger 1888. Amphipyra turcomana ingår i släktet Amphipyra och familjen nattflyn. Inga underarter finns listade i Catalogue of Life.